# 徳元
徳元（とくげん）は、ベトナム後黎朝の嘉宗が使用した元号。1674年旧10月 - 1675年。

## 西暦との対照表
| 徳元 | 元年   | 2年    |
| 西暦 | 1674年 | 1675年 |
| 干支 | 甲寅   | 乙卯   |